# 栃木県の観光地

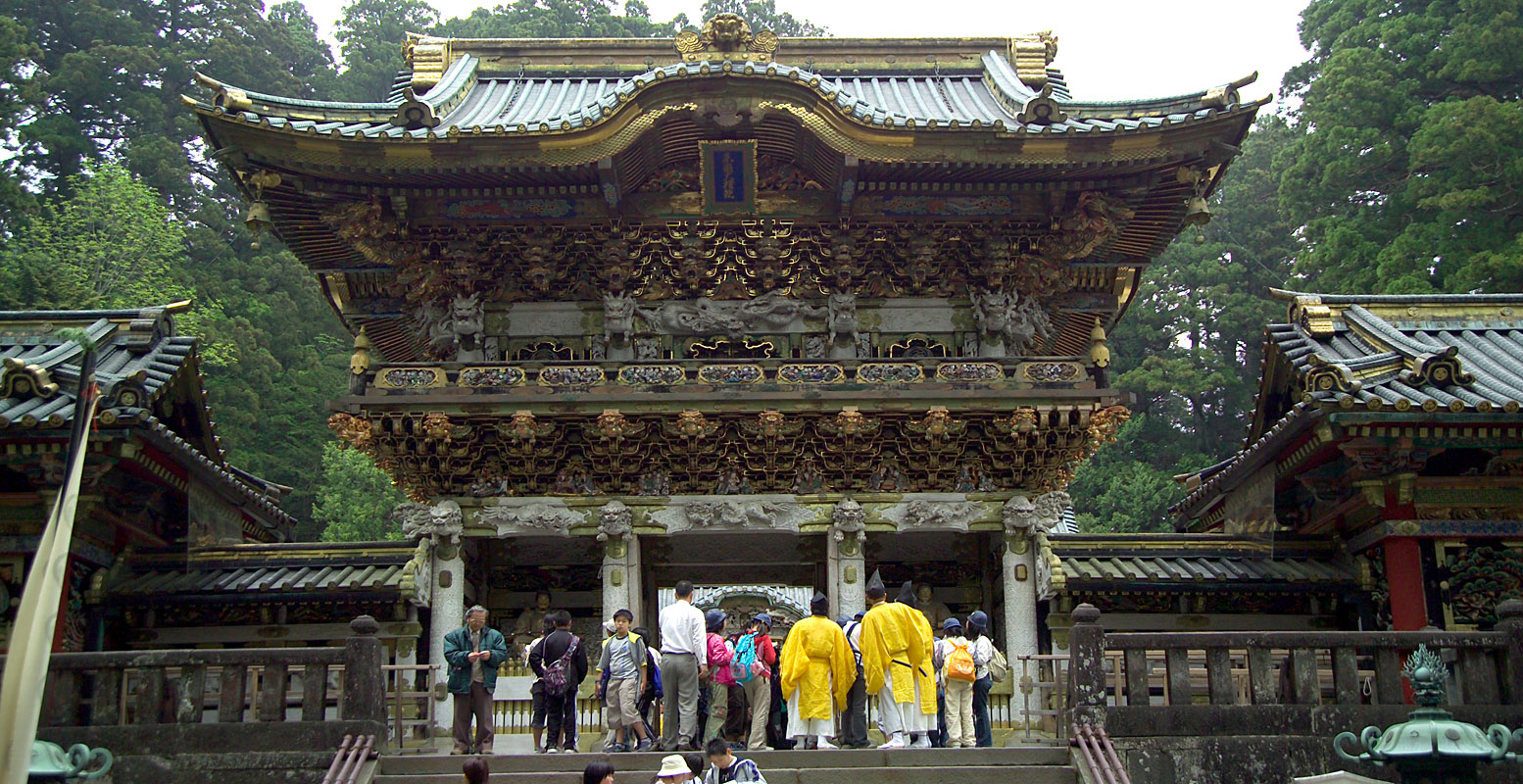
日光東照宮

栃木県の観光地（とちぎけんのかんこうち）は、栃木県内の主要な観光地に関する項目である。

## 対象別

### 文化財等

#### 世界遺産
- 日光の社寺
  - 日光東照宮
  - 日光二荒山神社
  - 日光山輪王寺

- 日光二荒山神社
- 輪王寺

#### 国宝建築
- 日光東照宮 - 本殿・石の間・拝殿、正面及び背面唐門、東西透塀、陽明門、東西廻廊
- 輪王寺 - 大猷院霊廟本殿・相の間・拝殿

#### 国の名勝
- 大谷の奇岩群（宇都宮市）
  - 御止山
  - 越路岩
- 華厳瀑および中宮祠湖（中禅寺湖）湖畔（日光市）

- 華厳瀑

#### 特別天然記念物
- コウシンソウ自生地（日光市）
- 日光杉並木街道 附 並木寄進碑（日光市、鹿沼市）

- 日光杉並木街道

#### 重要伝統的建造物群保存地区
- 嘉右衛門町

- 嘉右衛門町

#### 登録記念物
- 巖華園
- 物外軒庭園
- 新藤氏庭園
- 宇都宮大学庭園

#### 重要文化財・史跡等
特別史跡
- 大谷磨崖仏
- 日光杉並木街道 附 並木寄進碑

- 宇都宮二荒山神社
- 足利学校
- 大谷磨崖仏
（この内部にある）

#### 文化施設
博物館・美術館
水族館
- 栃木県なかがわ水遊園

- 栃木県立博物館
- 栃木県立美術館
- 栃木県なかがわ水遊園

### 公園等

#### 国立・国定・国営公園
- 国立公園
  - 日光国立公園
  - 尾瀬国立公園

- 日光国立公園
（中禅寺湖）

#### ラムサール条約登録地
- 奥日光の湿原
- 渡良瀬遊水地

- 奥日光の湿原
（小田代ヶ原）
- 渡良瀬遊水地

#### 県立自然公園
- 前日光県立自然公園
- 八溝県立自然公園
- 那珂川県立自然公園
- 益子県立自然公園
- 太平山県立自然公園
- 唐沢山県立自然公園
- 足利県立自然公園
- 宇都宮県立自然公園

- 那珂川県立自然公園
(那珂川)
- 太平山県立自然公園
(謙信平)

#### 県営都市公園
- 栃木県総合運動公園
- 井頭公園
- 鬼怒グリーンパーク
- 栃木県中央公園
- 那須野が原公園
- みかも山公園
- 日光田母沢御用邸記念公園
- 日光だいや川公園
- 栃木県とちぎわんぱく公園

- 栃木県総合運動公園
- 日光田母沢御用邸記念公園

#### 大型公園・動物園・植物園・遊園地
大型公園
動物園・植物園・遊園地
- 宇都宮動物園
- 那須サファリパーク
- 那須どうぶつ王国
- とちぎ花センター
- あしかがフラワーパーク
- 那須ハイランドパーク
- とちのきファミリーランド

- 宇都宮城址公園
- 八幡山公園
- 宇都宮動物園
- 那須ハイランドパーク

#### 恋人の聖地
- 塩原温泉/もみじ谷大吊橋
- 出逢いのあるまち あしかが／足利織姫神社
- 那須高原展望台
- 野木町煉瓦窯&ハート池
- ハートの湖＆ハートランド城

- もみじ谷大吊橋
- 足利織姫神社
- 野木町煉瓦窯

### 祭事・行事
- 山あげ祭
- 益子陶器市
- うつのみや花火大会
- 鹿沼今宮神社祭の屋台行事
- 生子神社の泣き相撲
- 益子祇園祭
- とちぎ秋まつり
- 足利花火大会

- 山あげ祭
- とちぎ秋まつり
- 足利花火大会

## 地域別

### 県央

#### 宇都宮地区
- 宇都宮市 - 宇都宮二荒山神社、宇都宮動物園、大谷寺(坂東三十三箇所)、栃木県子ども総合科学館、大谷平和観音、とちのきファミリーランド、宇都宮城址公園、羽黒山、八幡山公園、カトリック松が峰教会、大谷資料館(地下採石場)、ただおみ温泉、栃木県中央公園、ベルモール、宇都宮美術館、栃木県立博物館、宇都宮市森林公園、大谷景観公園、古賀志山、ほたるの里梵天の湯、宇都宮タワー、大谷の奇岩群、長岡百穴古墳、道の駅うつのみや ろまんちっく村、うつのみや花火大会、ふるさと宮まつり、フェスタin大谷
- 上三川町 - インターパーク宇都宮南

- 大谷平和観音
- カトリック松が峰教会
- 宇都宮タワー

#### 鹿沼地区
- 鹿沼市 - 今宮神社、古峯神社、前日光つつじの湯交流館、まちの駅 新鹿沼宿、大芦川、城山公園、医王寺、黒川、日光杉並木、鹿沼市花木センター、鹿沼今宮神社祭の屋台行事、生子神社の泣き相撲

- 鹿沼今宮神社祭の屋台行事

#### 芳賀地区
- 真岡市 - スパリゾートリブマックス、真岡駅、井頭公園、真岡井頭温泉、大前神社、久保記念観光文化交流館、岡部記念館「金鈴荘」、道の駅にのみや
- 益子町 - 益子陶器市、益子焼窯元共販センター、益子参考館（濱田庄司記念益子参考館）、陶芸メッセ・益子／益子陶芸美術館、円通寺、西明寺(坂東三十三箇所)、地蔵院、道の駅ましこ、益子祇園祭、御神酒頂戴式、土祭
- 茂木町 - ツインリンクもてぎ、鎌倉山、那珂川、大瀬観光やな、道の駅もてぎ
- 市貝町 - 市貝町芝ざくら公園
- 芳賀町 - 道の駅はが

- 大前神社
- 市貝町芝ざくら公園

### 県北

#### 那須地区
- 大田原市 - 実相院、大田原温泉、なかがわ水遊園、大雄寺、雲巌寺、那珂川、法輪寺、道の駅那須与一の郷
- 那須塩原市 - 那須ガーデンアウトレット、塩原温泉郷、もみじ谷大吊橋、塩原温泉湯っ歩の里、竜化の滝、日塩もみじライン、塩原もの語り館、回顧の吊橋、塩原八幡宮、源三窟、乃木神社、那須野が原公園、塩原渓谷歩道、乙女の滝、沼ッ原湿原、回顧の滝、塩原グリーンビレッジ、那須フィッシュランド、大沼公園、那須塩原市施設振興公社箱の森プレイパーク、小太郎が淵、板室温泉、烏ヶ森公園、旧青木家那須別邸、ハンターマウンテン塩原、千本松牧場、松方別邸、道の駅湯の香しおばら、道の駅明治の森・黒磯
- 那須町 - 那須ハイランドパーク、那須どうぶつ王国、那須の森の空中アスレチックNOZARU、アジアンオールドバザール、那須テディベアミュージアム、那須サファリパーク、殺生石、那須ステンドグラス美術館、南ヶ丘牧場、那須ワールドモンキーパーク、那須高原、那須温泉郷、那須岳、マウントジーンズスキーリゾート那須、那須温泉神社、那須平成の森、那須ロープウェイ、那須とりっくあーとぴあ、藤城清治美術館那須高原、那須アルパカ牧場、那須高原展望台、那須リゾートショッピングパーク661st.、八幡のツツジ、那須クラシックカー博物館、SLランドホラー館那須ドーム、那須高原りんどう湖ファミリー牧場、那須オルゴール美術館、道の駅那須高原友愛の森、道の駅東山道伊王野

- 雲巌寺
- 塩原温泉郷
- 那須岳

#### 日光地区
- 日光市 - 日光東照宮、華厳滝、東武ワールドスクウェア、鬼怒川温泉、日光湯元温泉、日光さる軍団専用劇場、日光二荒山神社、中禅寺湖、龍王峡、鬼怒楯岩大吊橋、いろは坂、湯西川温泉、竜頭の滝、鬼怒川、湯滝、輪王寺、湯ノ湖、神橋、鬼怒川温泉ロープウェイ、男体山、戦場ヶ原、明智平ロープウェイ、川治温泉、巨大迷路パラディアム、日光花いちもんめ、日光杉並木、足尾銅山、平家の里、日光江戸村、湯西川水の郷、グランデイソーラ、3D宇宙恐竜館、日光田母沢御用邸記念公園、日光白根山、霧降の滝、鬼怒川お菓子の城、中禅寺(坂東三十三箇所)、霧降高原、大笹牧場、キスゲ平園地、鬼怒川公園、とりっくあーとぴあ日光、日光だいや川公園、日塩もみじライン、イタリア大使館別荘記念公園、日光真光教会、金精峠、湯西川、温泉寺、日光湯元ビジターセンター、日光湯元温泉スキー場、月山、三依渓流釣り場、瀬戸合峡、ナラ入沢渓流釣キャンプ場、裏見滝、西ノ湖、エーデルワイス スキーリゾート、日光霧降高原チロリン村、憾満ヶ淵、小田代ヶ原、コウシンソウ自生地、英国大使館別荘記念公園、鬼怒川温泉ふれあい橋、道の駅日光、道の駅湯西川、湯西川温泉かまくら祭

- イタリア大使館別荘記念公園
- 鬼怒川温泉
- 足尾銅山

#### 塩谷地区
- 矢板市 - 塩竃神社、八方ヶ原、矢板温泉、沢観音寺、道の駅やいた
- さくら市 - 喜連川温泉、勝山城址、氏家松島温泉、道の駅きつれがわ
- 塩谷町 - 尚仁沢湧水、佐貫観音院
- 高根沢町 - 鬼怒グリーンパーク、安住神社、道の駅たかねざわ 元気あっぷむら

- 塩竃神社
- 喜連川温泉
- 尚仁沢湧水

#### 南那須地区
- 那須烏山市 - 日枝神社、龍門の滝、那珂川、天性寺、山あげ祭
- 那珂川町 - 鷲子山上神社、馬頭温泉郷、那珂川町馬頭広重美術館、道の駅ばとう

- 龍門の滝
- 鷲子山上神社

### 県南

#### 小山地区
- 小山市 - あけぼの公園、小山温泉 思川、小山総合公園、祇園城址、安房神社、白髭神社
- 下野市 - 天平の丘公園、下野薬師寺跡、道の駅しもつけ
- 野木町 - 大塚古墳、旧下野煉化製造会社煉瓦窯、ひまわりフェスティバル

- 祇園城址
- 下野薬師寺跡

#### 栃木地区
- 栃木市 - 諏訪神社、栃木市歴史的町並み景観形成地区、三毳山、岩船山、太平山・太平山神社、岩下の新生姜ミュージアム、満願寺(坂東三十三箇所)、円通寺、栃木市役所別館、とちぎ花センター、神明宮、長福寺、渡良瀬遊水地、栃木・群馬・埼玉の三県境、大平町ぶどう団地、大神神社、岩船山クリフステージ、道の駅みかも、とちぎ秋まつり、蔵の街サマーフェスタ
- 壬生町 - 壬生町おもちゃ博物館、おもちゃのまちバンダイミュージアム、とちぎわんぱく公園、壬生町総合公園、壬生寺

- 栃木市歴史的町並み景観形成地区（蔵の街遊覧船）

#### 両毛地区
- 足利市 - あしかがフラワーパーク（光の花の庭）、足利織姫神社、足利学校、鑁阿寺、織姫公園、栗田美術館、太平記館、足利市立美術館、足利渡良瀬ウォーターパーク、渡良瀬橋、足利花火大会
- 佐野市 - 佐野プレミアム・アウトレット、佐野厄除け大師、唐沢山城・唐沢山神社、出流原弁天池、佐野市観光物産会館、万葉自然公園かたくりの里、田中正造旧宅、城山公園、道の駅どまんなか たぬま

- あしかがフラワーパーク
- 佐野厄除け大師